# 1. Fußballclub Union Berlin 2014-2015
Questa voce raccoglie le informazioni riguardanti il 1. Fußballclub Union Berlin nelle competizioni ufficiali della stagione 2014-2015.

## Stagione
Nella stagione 2014-2015 l'Union Berlino, allenato da Norbert Düwel, concluse il campionato di 2. Bundesliga al 7º posto. In Coppa di Germania l'Union Berlino fu eliminato al primo turno dall'Heidenheim.

## Rosa
| N. |                     | Ruolo | Calciatore          |
| -- | ------------------- | ----- | ------------------- |
| 1  | Germania (bandiera) | P     | Daniel Haas         |
| 2  | Germania (bandiera) | C     | Christopher Quiring |
| 4  | Croazia (bandiera)  | D     | Roberto Punčec      |
| 7  | Germania (bandiera) | C     | Benjamin Köhler     |
| 9  | Germania (bandiera) | A     | Sören Brandy        |
| 11 | Germania (bandiera) | C     | Maximilian Thiel    |
| 12 | Marocco (bandiera)  | P     | Mohamed Amsif       |
| 13 | Germania (bandiera) | D     | Björn Kopplin       |
| 15 | Svizzera (bandiera) | D     | Mario Eggimann      |
| 18 | Polonia (bandiera)  | A     | Martin Kobylański   |
| 19 | Croazia (bandiera)  | C     | Damir Kreilach      |

| N. |                     | Ruolo | Calciatore          |
| -- | ------------------- | ----- | ------------------- |
| 20 | Germania (bandiera) | P     | Steve Kroll         |
| 23 | Germania (bandiera) | A     | Sebastian Polter    |
| 24 | Germania (bandiera) | A     | Steven Skrzybski    |
| 25 | Germania (bandiera) | C     | Björn Jopek         |
| 27 | Germania (bandiera) | C     | Eroll Zejnullahu    |
| 28 | Germania (bandiera) | D     | Christopher Trimmel |
| 29 | Germania (bandiera) | C     | Michael Parensen    |
| 33 | Germania (bandiera) | A     | Bajram Nebihi       |
| 34 | Germania (bandiera) | D     | Fabian Schönheim    |
| 37 | Germania (bandiera) | D     | Toni Leistner       |

## Organigramma societario
Area tecnica
- Allenatore: Norbert Düwel
- Allenatore in seconda: Sebastian Bönig, André Hofschneider
- Preparatore dei portieri: Dennis Rudel
- Preparatori atletici: Hendrik Schreiber

## Risultati

### 2. Bundesliga

#### Girone di andata
| Karlsruhe 3 agosto 2014, ore 15:30 CEST 1ª giornata | Karlsruhe | 0 – 0 referto | Union Berlino | Wildparkstadion (18 489 spett.)\| Arbitro: \| Perl \| |
| Arbitro:                                            | Perl      |               |               |                                                       |

| Arbitro: | Kircher |

|              |           |            |
| Kreilach 64’ | Marcatori | 35’ Liendl |

| Arbitro: | Stegemann |

|             |           |            |
| Terodde 69’ | Marcatori | 49’ Brandy |

| Arbitro: | Willenborg |

|  |           |                                            |
|  | Marcatori | 7’ Candeias 30’ Gebhart 67’ Mlapa 78’ Koch |

| Arbitro: | Aytekin |

|                                               |           |                   |
| Schnatterer 57’ Niederlechner 60’ Bagceci 90’ | Marcatori | 82’ (rig.) Köhler |

| Arbitro: | Stieler |

|                 |           |             |
| Polter 70’, 83’ | Marcatori | 77’ Poulsen |

| Arbitro: | Meyer |

|          |           |  |
| Ring 42’ | Marcatori |  |

| Arbitro: | Osmers |

|             |           |            |
| Quiring 85’ | Marcatori | 73’ Heller |

| Arbitro: | Winkmann |

|                                             |           |  |
| Nöthe 23’ (rig.) Rzatkowski 73’ Verhoek 88’ | Marcatori |  |

| Arbitro: | Schriever |

|                            |           |                 |
| Polter 52’, 80’ Brandy 59’ | Marcatori | 24’ Olajengbesi |

| Arbitro: | Jablonski |

|              |           |                         |
| Hainault 39’ | Marcatori | 62’ Leistner 70’ Brandy |

| Arbitro: | Thomsen |

|  |           |              |
|  | Marcatori | 3’ Przybyłko |

| Arbitro: | Stieler |

|                                             |           |                                          |
| Parensen 36’ (aut.) Matip 45’ Mijatović 90’ | Marcatori | 18’ (rig.) Köhler 21’ Quiring 79’ Polter |

| Arbitro: | Petersen |

|            |           |                                    |
| Polter 51’ | Marcatori | 9’ Adlung 39’, 46’ Okotie 49’ Rama |

| Arbitro: | Schmidt |

|           |           |                   |
| Vučur 56’ | Marcatori | 77’, 86’ Kreilach |

| Arbitro: | Dankert |

|                         |           |              |
| Skrzybski 47’ Thiel 71’ | Marcatori | 90’ Kapllani |

| Arbitro: | Kempter |

|         |           |           |
| Ryu 22’ | Marcatori | 28’ Thiel |

#### Girone di ritorno
| Arbitro: | Ittrich |

|                       |           |  |
| Quiring 2’ Polter 72’ | Marcatori |  |

| Arbitro: | Dingert |

|           |           |  |
| Bolly 89’ | Marcatori |  |

| Arbitro: | Weiner |

|                             |           |            |
| Kobylański 50’ Kreilach 86’ | Marcatori | 32’ Gündüz |

| Arbitro: | Kempter |

|                                   |           |            |
| Mlapa 4’ Sylvestr 54’ (rig.), 87’ | Marcatori | 17’ Polter |

| Arbitro: | Stark |

|                                    |           |                |
| Kreilach 7’ Brandy 28’ Quiring 56’ | Marcatori | 5’ Schnatterer |

| Arbitro: | Gagelmann |

|                                       |           |                         |
| Kaiser 3’ (rig.) Kimmich 7’ Teigl 13’ | Marcatori | 8’ Skrzybski 29’ Polter |

| Berlino 8 marzo 2015, ore 13:30 CET 24ª giornata | Union Berlino | 0 – 0 referto | Kaiserslautern | Stadion An der Alten Försterei (20 842 spett.)\| Arbitro: \| Meyer \| |
| Arbitro:                                         | Meyer         |               |                |                                                                       |

| Arbitro: | Aytekin |

|                                                         |           |  |
| Balogun 34’ Brégerie 45’ (rig.) Ivana 56’ Sulu 80’, 83’ | Marcatori |  |

| Arbitro: | Perl |

|            |           |  |
| Polter 89’ | Marcatori |  |

| Arbitro: | Schriever |

|                   |           |                      |
| Trimmel 6’ (aut.) | Marcatori | 50’ (aut.) Achenbach |

| Arbitro: | Steinhaus |

|                   |           |            |
| Polter 83’ (rig.) | Marcatori | 71’ Quaner |

| Arbitro: | Grudzinski |

|                     |           |                       |
| Freis 50’ Wurtz 89’ | Marcatori | 8’ Thiel 79’ Parensen |

| Arbitro: | Aarnink |

|                |           |                     |
| Jopek 75’, 79’ | Marcatori | 5’ Matip 82’ Levels |

| Arbitro: | Jablonski |

|  |           |                              |
|  | Marcatori | 18’, 89’ Polter 79’ Kreilach |

| Arbitro: | Wingenbach |

|                |           |                         |
| Kobylański 64’ | Marcatori | 23’ Mugoša 62’ Fandrich |

| Arbitro: | Brand |

|              |           |                                       |
| Kapllani 24’ | Marcatori | 10’ Thiel 62’ Kobylański 81’ Kreilach |

| Arbitro: | Schmidt |

|                          |           |  |
| Schönheim 48’ Polter 59’ | Marcatori |  |

### Coppa di Germania
| Arbitro: | Hartmann |

|                                     |           |               |
| Schnatterer 53’ (rig.) Grimaldi 69’ | Marcatori | 79’ Schönheim |

## Statistiche

### Statistiche di squadra
| Competizione      | Punti | In casa | In casa | In casa | In casa | In casa | In casa | In trasferta | In trasferta | In trasferta | In trasferta | In trasferta | In trasferta | Totale | Totale | Totale | Totale | Totale | Totale | DR |
| Competizione      | Punti | G       | V       | N       | P       | Gf      | Gs      | G            | V            | N            | P            | Gf           | Gs           | G      | V      | N      | P      | Gf     | Gs     | DR |
| ----------------- | ----- | ------- | ------- | ------- | ------- | ------- | ------- | ------------ | ------------ | ------------ | ------------ | ------------ | ------------ | ------ | ------ | ------ | ------ | ------ | ------ | -- |
| 2. Bundesliga     | 47    | 17      | 8       | 5       | 4       | 24      | 21      | 17           | 4            | 6            | 7            | 22           | 30           | 34     | 12     | 11     | 11     | 46     | 51     | -5 |
| Coppa di Germania | -     | 0       | 0       | 0       | 0       | 0       | 0       | 1            | 0            | 0            | 1            | 1            | 2            | 1      | 0      | 0      | 1      | 1      | 2      | -1 |
| Totale            | -     | 17      | 8       | 5       | 4       | 24      | 21      | 18           | 4            | 6            | 8            | 23           | 32           | 35     | 12     | 11     | 12     | 47     | 53     | -6 |

### Andamento in campionato
| Giornata  | 1  | 2  | 3  | 4  | 5  | 6  | 7  | 8  | 9  | 10 | 11 | 12 | 13 | 14 | 15 | 16 | 17 | 18 | 19 | 20 | 21 | 22 | 23 | 24 | 25 | 26 | 27 | 28 | 29 | 30 | 31 | 32 | 33 | 34 |
| --------- | -- | -- | -- | -- | -- | -- | -- | -- | -- | -- | -- | -- | -- | -- | -- | -- | -- | -- | -- | -- | -- | -- | -- | -- | -- | -- | -- | -- | -- | -- | -- | -- | -- | -- |
| Luogo     | T  | C  | T  | C  | T  | C  | T  | C  | T  | C  | T  | C  | T  | C  | T  | C  | T  | C  | T  | C  | T  | C  | T  | C  | T  | C  | T  | C  | T  | C  | T  | C  | T  | C  |
| Risultato | N  | N  | N  | P  | P  | V  | P  | N  | P  | V  | V  | P  | N  | P  | V  | V  | N  | V  | P  | V  | P  | V  | P  | N  | P  | V  | N  | N  | N  | N  | V  | P  | V  | V  |
| Posizione | 11 | 13 | 11 | 15 | 16 | 13 | 14 | 15 | 17 | 14 | 11 | 12 | 12 | 14 | 12 | 11 | 12 | 10 | 10 | 9  | 11 | 10 | 10 | 11 | 12 | 12 | 9  | 8  | 8  | 10 | 8  | 11 | 9  | 7  |

Legenda:

Luogo: C = Casa; T = Trasferta. Risultato: V = Vittoria; N = Pareggio; P = Sconfitta.

### Statistiche dei giocatori
| Giocatore     | 2. Bundesliga | 2. Bundesliga | 2. Bundesliga | 2. Bundesliga | Coppa di Germania | Coppa di Germania | Coppa di Germania | Coppa di Germania | Totale   | Totale | Totale      | Totale     |
| Giocatore     | Presenze      | Reti          | Ammonizioni   | Espulsioni    | Presenze          | Reti              | Ammonizioni       | Espulsioni        | Presenze | Reti   | Ammonizioni | Espulsioni |
| ------------- | ------------- | ------------- | ------------- | ------------- | ----------------- | ----------------- | ----------------- | ----------------- | -------- | ------ | ----------- | ---------- |
| M. Amsif      | 6             | 0             | 1             | 1             | 1                 | 0                 | 0                 | 0                 | 7        | 0      | 1           | 1          |
| D. Haas       | 29            | 0             | 0             | 0             | -                 | -                 | -                 | -                 | 29       | 0      | 0           | 0          |
| S. Kroll      | -             | -             | -             | -             | -                 | -                 | -                 | -                 | -        | -      | -           | -          |
| M. Eggimann   | 2             | 0             | 0             | 0             | -                 | -                 | -                 | -                 | 2        | 0      | 0           | 0          |
| B. Kopplin    | 18            | 0             | 2             | 0             | -                 | -                 | -                 | -                 | 18       | 0      | 2           | 0          |
| T. Leistner   | 30            | 1             | 8             | 1             | 1                 | 0                 | 1                 | 0                 | 31       | 1      | 9           | 1          |
| O. Oschkenat  | -             | -             | -             | -             | -                 | -                 | -                 | -                 | -        | -      | -           | -          |
| M. Parensen   | 26            | 1             | 4             | 0             | -                 | -                 | -                 | -                 | 26       | 1      | 4           | 0          |
| R. Punčec     | 30            | 0             | 6             | 0             | 1                 | 0                 | 0                 | 0                 | 31       | 0      | 6           | 0          |
| F. Schönheim  | 27            | 1             | 3             | 0             | 1                 | 1                 | 1                 | 0                 | 28       | 2      | 4           | 0          |
| C. Trimmel    | 29            | 0             | 6             | 1             | 1                 | 0                 | 0                 | 0                 | 30       | 0      | 6           | 1          |
| D. Hollwitz   | 2             | 0             | 0             | 0             | -                 | -                 | -                 | -                 | 2        | 0      | 0           | 0          |
| B. Jopek      | 23            | 2             | 4             | 1             | 1                 | 0                 | 1                 | 0                 | 24       | 2      | 5           | 1          |
| L. Koch       | 1             | 0             | 0             | 0             | -                 | -                 | -                 | -                 | 1        | 0      | 0           | 0          |
| B. Köhler     | 18            | 2             | 2             | 0             | -                 | -                 | -                 | -                 | 18       | 2      | 2           | 0          |
| D. Kreilach   | 33            | 7             | 8             | 0             | 1                 | 0                 | 1                 | 0                 | 34       | 7      | 9           | 0          |
| C. Quiring    | 29            | 4             | 2             | 0             | -                 | -                 | -                 | -                 | 29       | 4      | 2           | 0          |
| A. Razeek     | -             | -             | -             | -             | -                 | -                 | -                 | -                 | -        | -      | -           | -          |
| M. Thiel      | 16            | 4             | 4             | 0             | -                 | -                 | -                 | -                 | 16       | 4      | 4           | 0          |
| E. Zejnullahu | 23            | 0             | 3             | 0             | -                 | -                 | -                 | -                 | 23       | 0      | 3           | 0          |
| S. Brandy     | 21            | 4             | 3             | 1             | 1                 | 0                 | 0                 | 0                 | 22       | 4      | 3           | 1          |
| M. Kobylański | 19            | 3             | 0             | 0             | -                 | -                 | -                 | -                 | 19       | 3      | 0           | 0          |
| B. Nebihi     | 9             | 0             | 1             | 0             | 1                 | 0                 | 0                 | 0                 | 10       | 0      | 1           | 0          |
| S. Polter     | 29            | 14            | 7             | 0             | -                 | -                 | -                 | -                 | 29       | 14     | 7           | 0          |
| S. Skrzybski  | 23            | 2             | 1             | 0             | 1                 | 0                 | 0                 | 0                 | 24       | 2      | 1           | 0          |
| V. Sulejmani  | 6             | 0             | 1             | 0             | -                 | -                 | -                 | -                 | 6        | 0      | 1           | 0          |
| M. Dausch     | 7             | 0             | 1             | 1             | 1                 | 0                 | 0                 | 0                 | 8        | 0      | 1           | 1          |
| A. Gomaa      | 1             | 0             | 0             | 0             | -                 | -                 | -                 | -                 | 1        | 0      | 0           | 0          |
| T. Mattuschka | 2             | 0             | 0             | 0             | 1                 | 0                 | 0                 | 0                 | 3        | 0      | 0           | 0          |
| A. Nemec      | 5             | 0             | 0             | 0             | -                 | -                 | -                 | -                 | 5        | 0      | 0           | 0          |
| B. Özbek      | 7             | 0             | 4             | 0             | 1                 | 0                 | 0                 | 0                 | 8        | 0      | 4           | 0          |